# Јосип Скочилић
Јосип Скочилић - Јожа (Брибир, код Цриквенице, 18. октобар 1915 — Загреб, 19. фебруар 2001), учесник Народноослободилачке борбе, генерал-потпуковник ЈНА и народни херој Југославије.

## Биографија
Рођен је 18. октобра 1915. године у Брибиру код Цриквенице, у ситној обртничкој породици. После завршетка грађанске школе у Новом Винодолском, отишао је у Хрватско загорје и тамо и у Загребу радио као поштански чиновник од 1937. до 1941. године.
Укључио се у синдикални покрет, био активан у СБОТИЧ-у и прикупљао „Црвену помоћ“. Године 1937. постао је члан Удружења ПТТ радника, које је било под утицајем Комунистичке партије Хрватске. Члан Комунистичке партије Југославије постао је јула 1941. године. На његово опредељење утицао је Томо Стризић, познати револуционар брибирског краја.
Након почетка окупације, крајем 1941. ступио је у Брибирску партизанску чету. Током рата, обављао је разне војне и политичке дужности. У новембру 1942. године, био је политички комесар Четрнаесте приморско-горанске бригаде, а до августа 1943. помоћник политичког комесара Тринаесте приморско-горанске дивизије.
Учествовао је у многим биткама у Лици, Горском котару, Хрватском приморју и Истри. Након капитулације Италије, по заповеди Главног штаба НОВ и ПО Хрватске, дошао је 23. септембра 1943. у Пазин, где је основао Оперативни штаб за Истру. Био је политички комесар Штаба, а Саво Вукелић заповедник.
Након немачке Октобарске офанзиве, оснивају се нове паризанске јединице, међу којима и 43. истарска дивизија, чији је политички комесар био Јосип Скочилић. Скочилић је са дивизијом учествовао у борбама за ослобођење Истре и Трста у мају 1945. године. Тада је дивизија била похваљена од Врховног команданта НОВ и ПОЈ, Јосипа Броза Тита.
После рата, налазио се на бројним одговорним дужностима у Југословенској народној армији. Пензионисан је 1965. године у чину генерал-потпуковника.
Умро је 19. фебруара 2001. године у Загребу.
Носилац је Партизанске споменице 1941. и многих југословенских и страних одликовања, од којих су нека пољски Партизански крст и бугарски Орден отчествене војне. Орденом народног хероја одликован је 27. новембра 1953. године.